# Маргарита Ле Петур
Маргарита Жюльен Ле Петур (фр. Margueritte Julienne le Paistour; Канкаль, 2 августа 1720 — после 1750) — француженка, выдававшая себя за мужчину. Сбежала из семьи, переодевшись в мужскую одежду. Несколько лет была служкой церкви, где была известна под именем Анри. Затем непродолжительное время служила во французской, а позже в армии Священной Римской империи. Некоторое время работала в качестве помощника палача, сначала в Страсбурге, а затем в Монпелье. После этого устроилась палачом в Лионе, где проработала в этом качестве несколько лет. В январе 1749 года была обвинена в воровстве и при обыске разоблачена в том, что выдавала себя за мужчину. Воспользовавшись правом на «свадьбу под виселицей», вышла замуж и переехала с мужем в родной Канкаль, где в сентябре 1750 года у них родилась дочь. После этого сведения о её жизни теряются.

## Биография

### Жизнеописание на основании официальных источников
Основными источниками биографии являются официальные судебные и церковные документы: запись о крещении в приходских книгах Канкаля; письмо, направленное в Париж в январе 1749 года одним из лионских судебных чиновников об её аресте (Национальная библиотека Франции: BNF. Département Droit, économie, politique, 4-FM-20007); свадебный контракт с Ноэлем Рошем; свидетельство о крещении их общей дочери. Маргарита Жюльен Ле Петур родилась 2 августа 1720 года в бретонском Канкале в семье Гийома Ле Петура, сёра де ла Шесне (Guillaume, sieur de la Chesnais), и Маргариты Жирар (Margueritte Girard). Некоторое время работала в качестве помощника палача. После этого устроилась палачом в Лионе, где проработала в этом качестве менее трёх лет. 17 января 1749 года была арестована по обвинению в воровстве. Из письма, направленного в Париж в январе 1749 года каким-то лионским судебным чиновником, известно, что, по её словам, опасаясь ареста, она 17 января готовилась совершить побег в Гренобль, но не успела. Из этого же источника известно, что во время обыска в её доме было установлено, что она — женщина, переодетая мужчиной. Информация о том, что в Лионе несколько лет палачом была женщина, привлекла в тюрьму множество любопытных, которых поражало её самообладание. Возможно, что она чувствовала уверенность в себе, ожидая благодарности за безукоризненную службу в качестве палача и три проведённых смертных казни. Причём обратиться за помилованием она намеревалась не только за себя, но и за женщину, выдававшую себя за её «мужа».
26 ноября 1749 года состоялась её свадьба с Ноэлем Рошем в часовне приходской церкви Святого Креста в Лионе. В свадебном контракте она значилась «свободной». Видимо, она воспользовалась давней традицией «свадьба под виселицей». После этого молодожёны уехали жить в её родной Канкаль, где 14 сентября 1750 года у них родилась дочь. На следующий день она была крещена кюре Жоссленом в присутствии «отца и многих других». После этого сведения о Маргарите теряются.

### Биография по сообщению Жана-Батиста Ришара
Существует ещё несколько источников о её жизни, к которым историки относятся с осторожностью, так как они отмечены литературностью, стремлением раскрыть мотивацию её поведения не на основе фактов, а на собственных рассуждениях. Так, более подробное описание находится в третьем томе неизданного труда Mémoires historiques sur différents sujets tirés de l’histoire ecclésiastique et de l’histoire profane (1739—1770) монаха-францисканца Жана-Батиста Ришара. Он служил в монастыре в лионском пригороде Гильотьере, где проживала Маргарита во время исполнения обязанностей палача. В своём сообщении он основывался на показаниях, которые Маргарита дала в тюрьме после ареста в его присутствии, так как в то время он находился на посту прокурора Гильотьера. Согласно его сведениям, отец женщины был капитаном торгового судна, а также имел некие «владения» в Америке. Видимо после смерти матери её отец повторно женился. Мачеха относилась к девушке плохо и она бежала из семьи, переодевшись в одежду брата. Довольно быстро она познакомилась с каким-то кюре и он принял её служкой в церковь, где она стала известна под мужским именем Анри. На этом месте она проработала несколько лет. После этого она стала служить некоторое время во французской армии, но довольно скоро дезертировала и вступила в ряды войска императрицы Священной Римской империи Марии Терезии. С группой солдат она сбежала из армии и в их числе попыталась устроиться на службу в военный гарнизон Страсбурга. Её соратников приняли на службу, а ей отказали из-за маленького роста.
Оставшись без денег и дальнейших перспектив, она решила покинуть город. По пути из города она познакомилась с хорошо одетым мужчиной, который предложил ей устроиться к нему на работу. Она согласилась, даже не спросив, чем он занимается. Только через две недели она узнала, что он — палач Страсбурга. Она решила остаться на новом месте и добросовестно выполняла свои обязанности. Спустя некоторое время она переехала в Монпелье, где также устроилась помощником, но стала помышлять о занятии должности палача. Там она узнала, что эта вакансия появилась в Лионе, после чего без промедления отправилась туда. По пути она встретила солдата в компании с совращённой им девушкой. Маргарита уговорила её ехать вместе в Лион, где новая знакомая должна была выдавать себя за её мужа.
В Лионе её взяли на должность и был выделен дом, где обычно проживали местные палачи, в пригороде Гильотьер. В должности она находилась 27 месяцев и за время её деятельности она безукоризненно выполняла свои обязанности, «вешая, четвертуя, избивая плетьми и клеймя многочисленных преступников». По мнению Ришара, «охотнее она казнила женщин, нежели мужчин». Однажды слуга «месье Анри» укладывала «его» спать и обнаружила, что это женщина. Она сообщила о своём открытии отцу Ришару. Он передал информацию королевскому прокурору Лиона, который приказал арестовать палача. В тюрьме она находилась около трёх месяцев. Там она вышла замуж за слугу командира военного гарнизона города. После этого вместе с мужем она вернулась к себе на родину.